# Benjamin W. Wah
Benjamin Wan-Sang Wah (* 1952 in Hongkong) ist ein chinesischer Informatiker.
Wah ging in Hongkong zur Schule und studierte Elektrotechnik und Informatik an der Columbia University sowie an der University of California, Berkeley, an der er promoviert wurde. Ab 1979 unterrichtete er an der Purdue University; ab 1985 war er Professor an der University of Illinois at Urbana-Champaign, wo er 2011 emeritierte. Außerdem war er 2008 bis 2009 Direktor des Advanced Digital Sciences Center in Singapur. Nachdem er 1998/99 Gastprofessor an der Chinesischen Universität von Hongkong war, war er dort 1999 bis 2003 Adjunct Professor und ist dort heute Provost und Professor.
Er befasst sich mit nichtlinearer Programmierung und Optimierung, Signalverarbeitung in Multimedia (z. B. Algorithmen um Datenverluste auszugleichen) und Künstlicher Intelligenz.
2006 erhielt er den W. Wallace McDowell Award. Er ist IEEE Fellow sowie Fellow der Association for Computing Machinery und der American Association for the Advancement of Science. Außerdem war er Präsident der IEEE Computer Society.
Wah ist Herausgeber der Wiley encyclopedia of computer science and engineering (2009).

## Schriften
- Data Management on distributed data bases, UMI Research Press 1981
- mit G.-J. Li Computers for artificial intelligence applications: tutorial, IEEE Computer Society Press 1986
- Herausgeber mit C. V. Ramamoorthy Computers for artificial intelligence processing, Wiley 1990
- Herausgeber mit Pankaj Mehra: Artificial neural networks: concepts and theory, IEEE Computer Society Press 1992